# Canela
Canela (Kanela, Canella. U ranijim kronikama nazivani su Capiekran), skupina od tri indijanska plemena porodice gé naseljenih u brazilskim državama Maranhão i jugoistočna Pará. U Kanele pripadaju Ramkókamekra (950), 470 Apanjekra i nestali Kenkateye.
Svoj prvi kontakt s Europljanima imaju negdje u 18. stoljeću. Kako u ovom kraju nema zlata, nafte, kaučukovca, a ni brazilskog oraha, Canele su ostali pošteđeni u svojoj izolaciji sve do današnjih dana. Najbliže 
urbano središte je Barra do Corda, udaljena 3 sata jeepom od sela Canela.
Canele je opisao Curt Nimuendajú koji je živio s njima 1920.-tih i 1930.-tih godina. Lov, sakupljanje i posijeci-i-spali agrikultura glavne su privredne aktivnosti plemena. Jedan od njihovih simbola kulture je trka stabala poznata među Ge-plemenima i bušenje ušiju (ear-piercing) i umetanje diskova-kui, tijekom serije rituala u festivalima khêêtúwayê i pepyê.
Selo Canela bilo je kružno (300 metara u promjeru) i s oko 1,000 do 1,500 stanovnika, čiji broj nakon pacifikacije 1814. opada 300 (1930), 412 (1960), 514 (1975), 791 (1986) i 903 (1989); (1,337,  9/01/2001.)
Govore jezikom šire skupine timbira, porodica ge, koji ima dva dijalekta imenovanim po plemenskim nazivima.

## Vanjske poveznice
- The Canela Indians
- Crocker, William H. The Canela (Eastern Timbira)
- Canella Indians - Brazil 2001 (slike)  Arhivirana inačica izvorne stranice od 23. listopada 2009. (Wayback Machine)